# Национал-болшевишка партия
Национал-болшевишката партия (на руски: Национал-большевистская партия, НБП) е руска политическа партия, създадена на 1994 година. Председател на партията е Едуард Лимонов.
В съответствие с решение на Съда от 2007 г., движението известно със своята радикална дейност е забранено.